# Roodhoofdmuisspin

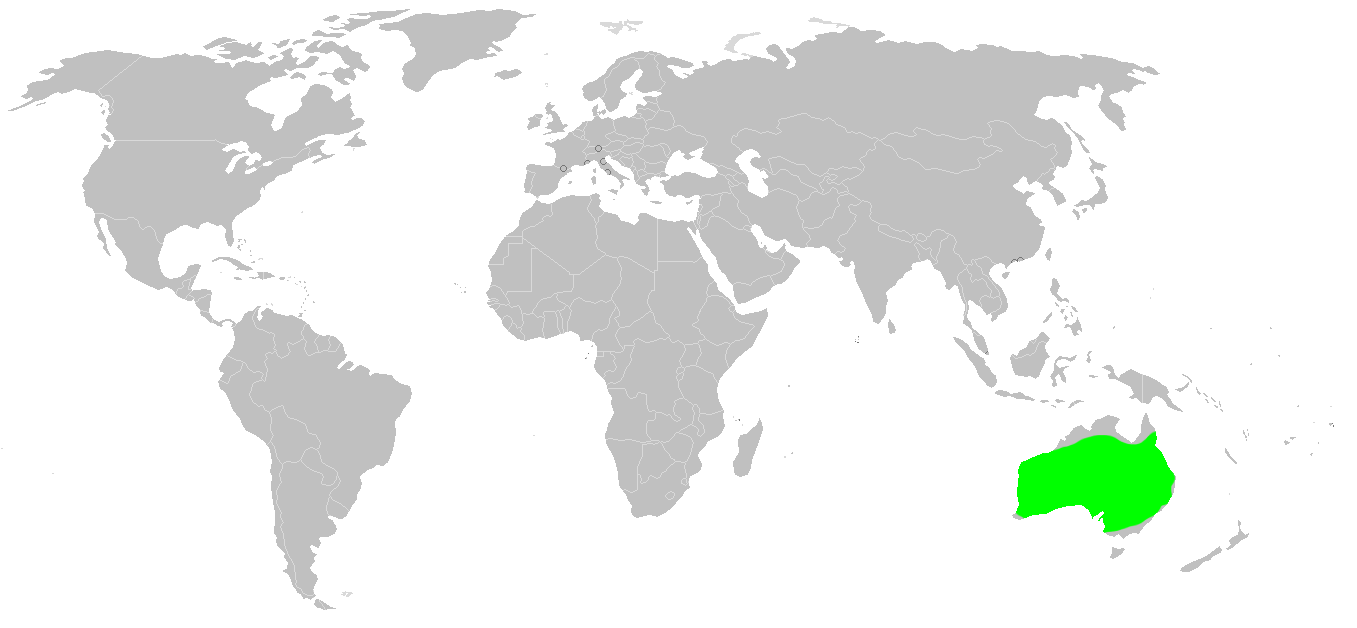
Leefgebied van de roodhoofdmuisspin.

De roodhoofdmuisspin (Missulena occatoria) is een spin binnen het geslacht der Missulena. De soort werd voor het eerst wetenschappelijk beschreven door Charles Athanase Walckenaer in 1805. Het is een kleine muisspin, die potentieel gevaarlijk is door het neurotoxisch gif.

## Verspreiding
De roodhoofdmuisspin komt voor in geheel Australië en kan leven in allerlei klimatologische omstandigheden (van tropische wouden tot woestijnen).

## Uiterlijke kenmerken
Vrouwtjes bereiken een lichaamslengte tot 24 millimeter, de mannetjes blijven kleiner en worden ongeveer 10 mm. Bij mannetjes is het cephalothorax felrood en het abdomen is blauw. De vrouwtjes zijn nagenoeg volledig zwart.

## Voedsel en vijanden
De roodhoofdmuisspin eet voornamelijk insecten en kleine ongewervelden zoals andere spinnen. Soms worden ook kleine gewervelden gegeten zoals kikkers. Belangrijke vijanden zijn parasitaire wespen, duizendpoten, schorpioenen en buideldassen.
De beet van deze soort kan gevaarlijk zijn, hoewel de meeste beten slechts tot lichte klachten leiden en dodelijke slachtoffers nog niet zijn beschreven. Het tegengif tegen enkele andere Australische gifspinnen ( 'funnel web spiders', genera Atrax en Hadronyche) is ook bij deze soort effectief. De cheliceren (gifkaken) zijn erg groot en kunnen bij de mens lelijke open wonden veroorzaken.

## Levenswijze
Net zoals de valdeurspinnen leeft deze spin ook in een zelfgegraven hol (tot 55 cm diep), dat wordt afgesloten met een deksel. De vrouwtjes blijven meestal hun hele leven in hetzelfde hol wonen, de mannetjes veranderen regelmatig van hol, waardoor de vrouwtjes hun mannetje vaak niet meer terug kunnen vinden. Bijzonder voor deze mygalomorfe spinnen is dat zij zich als jonge spinnetjes door de wind verspreiden, een strategie die verder bijna alleen bij araneomorfe spinnen voorkomt.